# Skluzavka

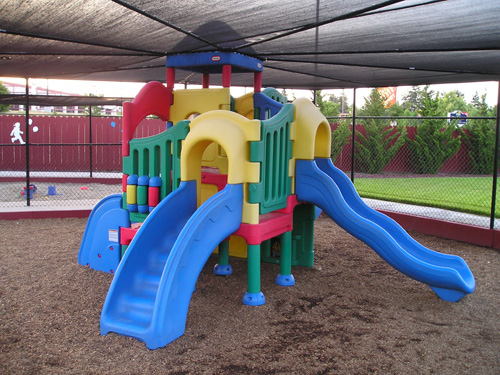
Víceúčelová dětská atrakce se skluzavkami

Skluzavka (též klouzačka) je dětská atrakce vyskytující se nejčastěji na dětských hřištích, u bazénů, přírodních vodních ploch určených ke koupání, v současnosti též v dětských koutcích, obchodních center a v dětských pokojích.
První skluzavky byly vyrobeny již na počátku 20. století a dětem dělají radost dodnes. Většina z nich se v dnešní době vyrábí z plastu, jenž je pokrytý UV filtrem – ten chrání klouzačku před slunečním zářením, které by mohlo materiál poškodit.